# Parti de la Colombie démocratique
Le Partido Colombia Democrática (Parti de la Colombie démocratique) est un parti politique colombien, fondé par Álvaro Uribe, alors maire de Medellin, et son cousin Mario Uribe Escobar.
Miguel de la Espriella, sénateur du parti, a été condamné à 3 ans et 7 mois de prison, accusé d'avoir signé le pacte de Ralito, découvert dans le cadre du « scandale de la parapolitique ». Aujourd'hui, la totalité des élus au Parlement de ce parti sont emprisonnés en raison de ce scandale.
En 2010, le sénateur Álvaro García Romero (es) (PCD), qui siège depuis 40 ans, a été arrêté en 2007 dans le cadre du scandale de la parapolitique et condamné, en mars 2010, à 40 ans de prison pour le
Massacre de Macayepo le 14 octobre 2000 .